# Scirtes planicornis
Scirtes planicornis là một loài bọ cánh cứng trong họ Scirtidae. Loài này được Champion mô tả khoa học năm 1914.